# 共产主义革命者安得拉邦委员会 (钱德拉·普拉·雷迪)
共产主义革命者安得拉邦委员会（Andhra Pradesh Committee of Communist Revolutionaries）是印度安得拉邦的一个共产主义团体，由钱德拉·普拉·雷迪领导。1971年，这个团体分裂自T·纳吉·雷迪（T. Nagi Reddy）领导的原共产主义革命者安得拉邦委员会。1975年，该团体合并到萨蒂亚纳拉扬·辛格领导的印度共产党（马列）临时中央委员会。